# Nikolsk (oblast de Vologda)
Pour les articles homonymes, voir Nikolsk.
Nikolsk (en russe : Никольск) est une ville de l'oblast de Vologda, en Russie, et le centre administratif du raïon de Nikolsk. Sa population s'élevait à 8 223 habitants en 2013.

## Géographie
Nikolsk est située sur la rivière Ioug, à 320 km à l'est de Vologda et à 625 km au nord-est de Moscou.

## Histoire
L'origine de Nikolsk remonte au XVe siècle. Le village accéda au statut de ville en 1780.

## Population
Recensements (*) ou estimations de la population
| 1856  | 1897* | 1926* | 1939* | 1959* | 1970* |
| ----- | ----- | ----- | ----- | ----- | ----- |
| 1 200 | 2 553 | 3 084 | 5 100 | 5 584 | 6 451 |

| 1979* | 1989* | 2002* | 2010* | 2012  | 2013  |
| ----- | ----- | ----- | ----- | ----- | ----- |
| 7 288 | 8 574 | 8 649 | 8 511 | 8 403 | 8 223 |

## Économie
La région de Nikolsk cultive l'avoine, le lin, les pommes de terre et les plantes fourragères ; on pratique l'élevage de bœufs pour le lait et la viande, de chevaux et de porcs. La ville possède plusieurs entreprises qui travaillent le bois et le lin.